# Delta Arietis
Delta Arietis (Botein, δ Ari) – gwiazda w gwiazdozbiorze Barana, odległa od Słońca o około 170 lat świetlnych.

## Nazwa
Gwiazda ta ma tradycyjną nazwę Botein, która wywodzi się od arabskiego ‏بطين‎ buṭain, co oznacza „brzuch”. Nazwa ta prawdopodobnie odnosi się do dawniejszego wyobrażenia Barana, gdyż obecnie znajduje się na jego ogonie. Grupa robocza Międzynarodowej Unii Astronomicznej do spraw uporządkowania nazewnictwa gwiazd zatwierdziła użycie nazwy Botein dla określenia tej gwiazdy.

## Właściwości fizyczne
Jest to gwiazda pojedyncza, pomarańczowy olbrzym należący do typu widmowego K2. Cechuje ją duży ruch własny.